# Andrew Myrick
Andrew Jackson Myrick (28 maggio 1832 – 18 agosto 1862) è stato un mercante statunitense che, assieme alla moglie Winyangewin/Nancy Myrick, di etnia dakota, ha gestito, negli ultimi anni della sua vita, un negozio nel Minnesota sud-occidentale, vicino al fiume Minnesota.

## Il motivo della fama
Myrick possedeva due negozi nelle agenzie di Yellow Medicine e di Redwood, due centri federali amministrativi che si occupavano dell'amministrazione del trattato di Traverse des Sioux, stipulato il 23 luglio 1851 tra il governo statunitense e le tribù di indiani Dakota presenti nel Territorio del Minnesota. In questo trattato, il governo si era impegnato a effettuare annualmente pagamenti sia in razioni che in denaro agli indiani Dakota in cambio di gran parte dei loro territori e le agenzie si occupavano proprio della distribuzione di cibo ed altri rifornimenti ai nativi che si erano stanziati, come da accordi, nella regione meridionale del fiume Minnesota. Con lo scoppio della guerra di secessione americana il 12 aprile 1861 e a causa delle preoccupazioni governative per la campagna della Virginia settentrionale, che avrebbe poi portato alla seconda battaglia di Bull Run minacciando la sicurezza della stessa Washington D.C., nel 1862 i pagamenti iniziarono a ritardare o a non essere effettuati del tutto. Così, il 4 agosto 1862, un gruppo di indiani Dakota, ormai ridotti alla fame per i suddetti ritardi, giunse all'agenzia di Yellow Medicine e iniziò a fare pressioni per ottenere dai magazzini il cibo che spettava loro ma Thomas Galbraith, agente locale del Bureau of Indian Affairs, concesse loro solo parte del cibo, dicendogli che avrebbero avuto il resto solo quando fossero arrivati anche i soldi destinati ai commercianti proprietari delle razioni.
Dopo la decisione di aspettare a concedere ai Dakota la maggior parte dell'annualità dovutagli, Galbraith si rivolse ai proprietari dei negozi sperando di ottenere rifornimenti a credito e chiedendo loro che cosa avessero intenzione di fare. Durante un incontro che vedeva coinvolti rappresentanti dei Dakota e del governo degli Stati Uniti d'America e i mercanti dell'agenzia, Myrick, che aveva saputo che quella volta non sarebbe stato avallato il contratto con i commercianti che permetteva a questi ultimi di avere i propri crediti saldati con i soldi destinati all'annualità da pagare ai Dakota (senza dover quindi aspettare un pagamento a parte da parte del governo), disse che non avrebbe più concesso credito presso i propri negozi e affermò che: "Per quanto mi riguarda, se sono affamati possono mangiare l'erba o la loro stessa merda". Proprio questa sprezzante affermazione è considerata essere stata una delle micce che portò alla guerra dei Dakota del 1862 che scoppiò da lì a poco e che lasciò a terra centinaia di morti.

## Morte
Il 17 agosto 1862, pochi giorni dopo il sopraccitato incontro all'agenzia di Yellow Medicine, scoppiò la guerra di Piccolo Corvo, quando, visti i vani tentativi di raggiungere un accordo, i Dakota della riserva al comando di Piccolo Corvo andarono all'attacco dell'agenzia di Redwood (chiamata anche "agenzia dei Sioux Inferiori"). Myrick fu ucciso il 18 agosto, durante l'assedio dell'agenzia. Quando, nei giorni seguenti, il suo corpo fu ritrovato, si scoprì che la sua bocca era stata riempita di erba.
Poco si sa della vita di Myrick precedente a questi fatti. Si dice che sia stato un uomo intelligente ma anche molto irascibile, tanto che i Dakota nella riserva lo chiamavano Wacinco, letteralmente "Testa calda". Non è chiaro quindi se fosse davvero un razzista senza cuore e un nemico dei nativi (egli stesso aveva, come detto, una moglie di etnia Dakota che era anche la madre dei suoi figli e che uscì indenne dall'attacco all'agenzia), o solo un uomo d'affari finito in guai finanziari a causa dei mancati pagamenti del governo degli Stati Uniti e che si era per questo rifiutato di vendere cibo agli indiani affamati.